# Championnat AMA de motocross
Le championnat AMA de motocross (Lucas Oil Pro Motocross) est le championnat national de motocross des États-Unis. Régi par l'American Motorcyclist Association (AMA), celui-ci se dispute à la suite de la saison de supercross AMA. 
Il est aussi nommé championnat outdoor.

## Histoire
Le championnat a été créé en 1972 avec l'introduction de deux catégories basées sur les cylindrées 500 cm3 et 250 cm3.Une catégorie 125 cm3 a été ajoutée en 1974. 
Au fur et à mesure des évolutions techniques, les motos 500 cm3 2-temps sont devenues trop puissantes pour le pilote moyen et, face à la diminution du nombre de concurrents, l'AMA a abandonné la classe 500 cm3 à partir de 1994. Un championnat national féminin a été introduit en 1996. 
En raison de la faible puissance relative des moteurs 4-temps par rapport aux moteurs 2 temps, l'AMA  a introduit la règle de l'exemption des quatre temps et a augmenté la cylindrée autorisé des moteurs à 4-temps. En 1994, la cylindrée autorisée pour les motos 4-temps était donc de 550 cm3 dans la catégorie 250 cm3, ceci notamment pour inciter les constructeurs à développer davantage le 4-temps en motocross.
En 2006, la catégorie 250 cm3 a été rebaptisée Catégorie MX, avec une formule permettant des motos à 2-temps de 150 à 250 cm3 ou à 4-temps de 250 à 450 cm3. Et la catégorie 125 cm3 a été rebaptisée Catégorie MX Lites, permettant des moteurs jusqu'à 125 cm3 pour les 2-temps ou 150 à 250 cm3 pour les 4-temps. 
En 2009, la catégorie MX a été renommée catégorie 450MX et la catégorie MX Lites a été renommée catégorie 250MX, pour refléter le fait que tous les fabricants concurrents avaient adopté des machines à 4-temps.

## Fonctionnement
En 2021, l'AMA organise le championnat national américain de motocross en extérieur en 12 manches de la mi-mai à la fin août.
Les courses consistent en deux manches de 30 minutes plus 2 tours par manche, le vainqueur étant le pilote avec le total de points combiné le plus élevé après les deux manches.

## Palmarès
| Année | 250 cm3 (2-temps)           | 125 cm3 (2-temps)           | 500 cm3 (2-temps)          |
| ----- | --------------------------- | --------------------------- | -------------------------- |
| 1972  | Gary Jones (Yamaha)         |                             | Brad Lackey (Kawasaki)     |
| 1973  | Gary Jones (Honda)          |                             | Pierre Karsmakers (Yamaha) |
| 1974  | Gary Jones (Can-Am)         | Marty Smith (Honda)         | Jimmy Weinert (Kawasaki)   |
| 1975  | Tony DiStefano (Suzuki)     | Marty Smith (Honda)         | Jimmy Weinert (Kawasaki)   |
| 1976  | Tony DiStefano (Suzuki)     | Bob Hannah (Yamaha)         | Kent Howerton (Husqvarna)  |
| 1977  | Tony DiStefano (Suzuki)     | Broc Glover (Yamaha)        | Marty Smith (Honda)        |
| 1978  | Bob Hannah (Yamaha)         | Broc Glover (Yamaha)        | Rick Burgett (Yamaha)      |
| 1979  | Bob Hannah (Yamaha)         | Broc Glover (Yamaha)        | Danny Laporte (Suzuki)     |
| 1980  | Kent Howerton (Suzuki)      | Mark Barnett (Suzuki)       | Chuck Sun (Honda)          |
| 1981  | Kent Howerton (Suzuki)      | Mark Barnett (Suzuki)       | Broc Glover (Yamaha)       |
| 1982  | Donnie Hansen (Honda)       | Mark Barnett (Suzuki)       | Darrell Schultz (Honda)    |
| 1983  | David Bailey (Honda)        | Johnny O’Mara (Honda)       | Broc Glover (Yamaha)       |
| 1984  | Rick Johnson (Honda)        | Jeff Ward (Kawasaki)        | David Bailey (Honda)       |
| 1985  | Jeff Ward (Kawasaki)        | Ron Lechien (Honda)         | Broc Glover (Yamaha)       |
| 1986  | Rick Johnson (Honda)        | Micky Dymond (Honda)        | David Bailey (Honda)       |
| 1987  | Rick Johnson (Honda)        | Micky Dymond (Honda)        | Rick Johnson (Honda)       |
| 1988  | Jeff Ward (Kawasaki)        | George Holland (Honda)      | Rick Johnson (Honda)       |
| 1989  | Jeff Stanton (Honda)        | Mike Kiedrowski (Honda)     | Jeff Ward (Kawasaki)       |
| 1990  | Jeff Stanton (Honda)        | Guy Cooper (Suzuki)         | Jeff Ward (Kawasaki)       |
| 1991  | Jean-Michel Bayle (Honda)   | Mike Kiedrowski (Kawasaki)  | Jean-Michel Bayle (Honda)  |
| 1992  | Jeff Stanton (Honda)        | Jeff Emig (Yamaha)          | Mike Kiedrowski (Kawasaki) |
| 1993  | Mike Kiedrowski (Kawasaki)  | Doug Henry (Honda)          | Mike LaRocco (Kawasaki)    |
| 1994  | Mike LaRocco (Kawasaki)     | Doug Henry (Honda)          |                            |
| 1995  | Jeremy McGrath (Honda)      | Steve Lamson (Honda)        |                            |
| 1996  | Jeff Emig (Kawasaki)        | Steve Lamson (Honda)        |                            |
| 1997  | Jeff Emig (Kawasaki)        | Ricky Carmichael (Kawasaki) |                            |
| 1998  | Doug Henry (Yamaha)         | Ricky Carmichael (Kawasaki) |                            |
| 1999  | Greg Albertyn (Suzuki)      | Ricky Carmichael (Kawasaki) |                            |
| 2000  | Ricky Carmichael (Kawasaki) | Travis Pastrana (Suzuki)    |                            |
| 2001  | Ricky Carmichael (Kawasaki) | Mike Brown (Kawasaki)       |                            |
| 2002  | Ricky Carmichael (Honda)    | James Stewart Jr (Kawasaki) |                            |
| 2003  | Ricky Carmichael (Honda)    | Grant Langston (KTM)        |                            |
| 2004  | Ricky Carmichael (Honda)    | James Stewart Jr (Kawasaki) |                            |
| 2005  | Ricky Carmichael (Suzuki)   | Ivan Tedesco (Kawasaki)     |                            |
| Année | Catégorie MX                | Catégorie MX Lites          |                            |
| 2006  | Ricky Carmichael (Suzuki)   | Ryan Villopoto (Kawasaki)   |                            |
| 2007  | Grant Langston (Yamaha)     | Ryan Villopoto (Kawasaki)   |                            |
| 2008  | James Stewart Jr (Kawasaki) | Ryan Villopoto (Kawasaki)   |                            |
| Année | 450MX                       | 250MX                       |                            |
| 2009  | Chad Reed (Suzuki)          | Ryan Dungey (Suzuki)        |                            |
| 2010  | Ryan Dungey (Suzuki)        | Trey Canard (Honda)         |                            |
| 2011  | Ryan Villopoto (Kawasaki)   | Dean Wilson (Kawasaki)      |                            |
| 2012  | Ryan Dungey (KTM)           | Blake Baggett (Kawasaki)    |                            |
| 2013  | Ryan Villopoto (Kawasaki)   | Eli Tomac (Honda)           |                            |
| 2014  | Ken Roczen (KTM)            | Jeremy Martin (Yamaha)      |                            |
| 2015  | Ryan Dungey (KTM)           | Jeremy Martin (Yamaha)      |                            |
| 2016  | Ken Roczen (Suzuki)         | Cooper Webb (Yamaha)        |                            |
| 2017  | Eli Tomac (Kawasaki)        | Zach Osborne (Husqvarna)    |                            |
| 2018  | Eli Tomac (Kawasaki)        | Aaron Plessinger (Yamaha)   |                            |
| 2019  | Eli Tomac (Kawasaki)        | Adam Cianciarulo (Kawasaki) |                            |
| 2020  | Zach Osborne (Husqvarna)    | Dylan Ferrandis (Yamaha)    |                            |
| 2021  | Dylan Ferrandis (Yamaha)    | Jett Lawrence (Honda)       |                            |
| 2022  | Eli Tomac (Yamaha)          | Jett Lawrence (Honda)       |                            |
| 2023  | Jett Lawrence (Honda)       | Hunter Lawrence (Honda)     |                            |
| 2024  | Chase Sexton (KTM)          | Haiden Deegan (Yamaha)      |                            |